# Aris Kalaizis

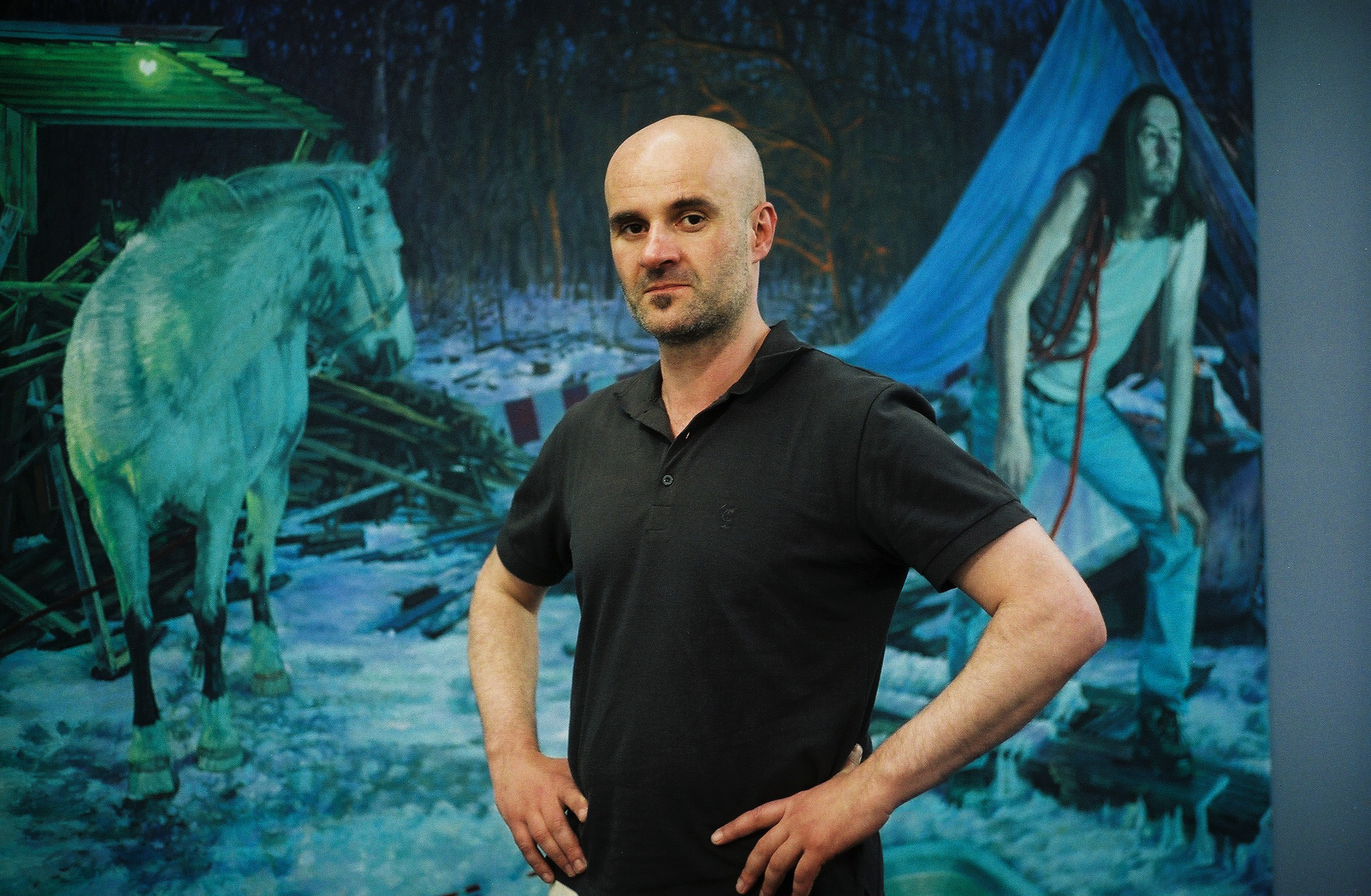
Aris Kalaizis

Aris Kalaizis, född 1966 i Leipzig i dåvarande Östtyskland, är en grekisk-tysk konstnär.

## Biografi

The Floating Woman / Oil on canvas / 210x300 cm / 2018

Aris Kalaizis växte upp i Leipzig tillsammans med sina föräldrar, vilka kom till Tyskland som politiska flyktingar under det grekiska inbördeskriget. Efter utbildning först i offsettryck och därefter i fototeknik, började Kalaizis 1992 att studera måleri vid Konsthögskolan i Leipzig. 1997 utexaminerades han med högsta beröm godkänt och utmärkelsen summa cum laude. Mellan 1997 och 2000 fördjupade han sina måleristudier som masterstudent under den tyske konstnären Arno Rink.
Kalaizis första stora separatutställning kuraterades av Marburger Kunstverein och ägde rum på Marburger Kunsthalle 2005. Vid en utställning på Moti Hasson gallery 2007 presenterade han sina arbeten i New York för första gången. Därefter har han fått internationellt erkännande vid bland annat sitt deltagande på Venedigbiennalen (12. Mostra Internazionale di Architettura) 2010 och på den fjärde triennalen i Guangzhou, Kina, 2011. Under denna internationellt orienterade triennalen, ställde Kalaizis ut åtta stora målningar på Guangdong Museum of Art. Under 2011 gjorde han också utställningen "The Double View" på slottet i Greiz (Schlossmuseum Greiz). I denna, hans hittills mest exceptionella utställning, konfronterades de historiska slottssalarna på ett utmanande sätt av Kalaizis moderna måleri.
Kalaizis viktigaste konstnärliga influenser kommer från hans nära samarbete med professor Arno Rink under studietiden. Under de senare åren har han allt mer låtit sig inspireras av konstnärer som barockmålaren Jusepe de Ribera och från nyare tid den brittiske målaren Francis Bacon. Kalaizis har verkat som professionell konstnär sedan år 2000. Han bor och arbetar i Leipzig.

## Arbeten

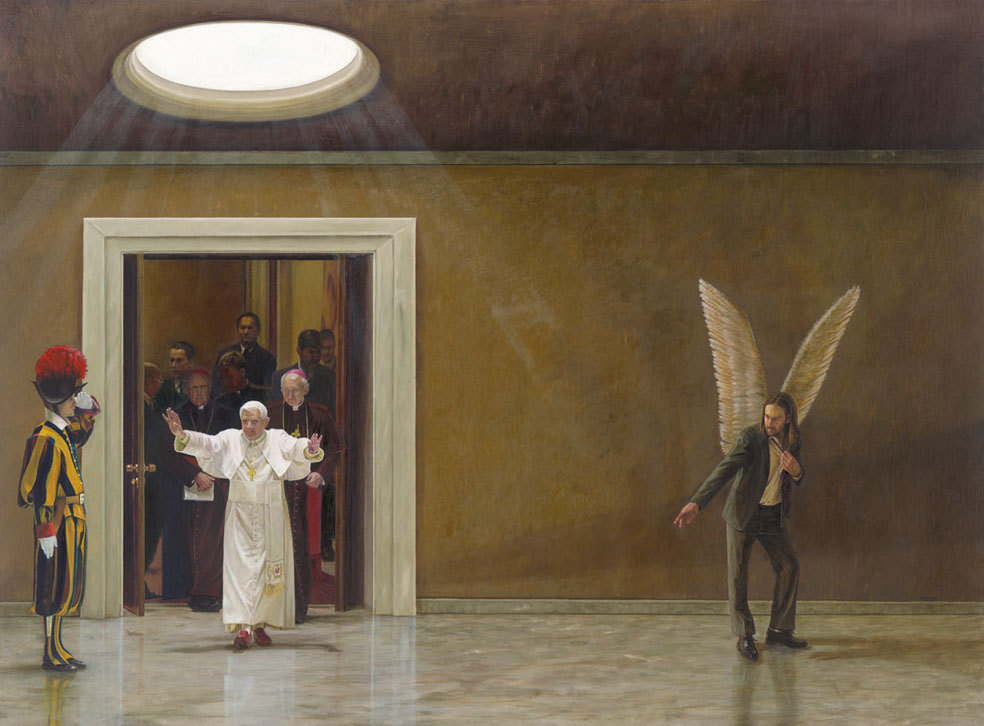
Make Believe / Oil on wood / 59x80cm / 2009

Motiven i Kalaizis arbeten uppstår ofta utifrån hans egna drömmar. Genom en omfattande konstruktionsprocess iscensätter han själva händelsen som skall avbildas i en fullskalig scenografi. Under olika tidpunkter befolkas sedan scenen med de personer som skall vara med i motivet. Dessa fotograferas av konstnären i en mängd olika bilder, vilka därefter står som förlagor han använder sig av när han arbetar fram målningens slutresultat. De här scenerna framstår länge som surrealistiska, men innehållet utvecklas efterhand under en långsam process så att motivet alltmer uppenbaras för konstnären. Genom att använda sig av ett manuskript till varje målning, nedtecknar han under arbetets gång vad som skall vara med och vad som skall tas bort i bilden. Resultatet av den här långsamma och på samma gång kreativa arbetsmetoden, är målningar som uppvisar idealiserade visioner och möjliga inre världar.
Kalaizis arbete börjar alltså med en dröm, som i sin tur framkallar en inre bild eller en inre önskan. Då denna bild framträder tydligt för konstnären, bygger han utifrån detta en fullskalig modell i sin ateljé eller letar upp samma vision på platser, som kan fungera som scen ute i den verkliga världen. Därefter söker han efter något (ofta en bakgrund), som ligger nära det han betraktar som sin "önskade bakgrund". När han har funnit den rätta platsen, fotograferar han den. Det som nu följer är en meditativ och kontemplativ process, där konstnären söker efter scener som innehåller händelser, som kunde ha hänt före eller efter den avbildade scenen. Denna arbetsmetod skiljer Kalaizis fundamentalt från fotorealisterna, som inte på samma sätt utmanar verklighetens ramar. Kalaizis utforskar istället gränserna mellan dröm och verklighet där något nyskapande kan uppstå.
Antites är den mest grundläggande principen i Kalaizis arbete, vilket gör sig gällande i de olika scenerierna som uppstår i arbetsprocessen och i målningens slutresultat. Antitesen är samtidigt med på att utmana och ifrågasätta det som är avbildat, vilket i sin tur är med på att skapa ett nyanserat och nyskapande projekt. Arbetsprocessen frambringar gärna scenerier vilka fungerar som parallella projekt till projekten som försiggår i verkliga livet. Denna mödosamt genomarbetade arbetsmetod är enormt tidskrävande, vilket resulterar i en produktion på endast omkring fem målningar om året. Det är en långsam strategi i stark kontrast till många samtida konstnärers massproduktion.
Då hans målningar knappast kan klassificeras under termerna surrealism eller realism, har den amerikanska konsthistorikern Carol Strickland utvecklat termen baserat på Kalaizis arbete. I den här kontexten refererar "sotto" till bortom eller under, vilket pekar mot det dolda mysteriet som underliggande existerar bakom måleriets avbildade yta. Liv och död, dröm och verklighet sammandrabbar här på ett högst egenartat sätt. Ut från denna process springer en känsla av delirisk obalans i mötet med målningarna. De är ofta laddade med en våldsamhet, där allt händer på samma tid: magi, välbehag, harmoni och den outgrundliga avgrunden. I intervjuer och diskussioner nämner ofta Aris Kalaizis surrealisten André Masson som har sagt: "Det finns ingenting så fantastiskt som verkligheten."

## Priser
- 1997 Stipendium från fristaten Sachsen (Landesstipendiat des Freistaates Sachsen)
- 2001 Konstpris från de tyska "Volks und Raiffeisenbanken"
- 2005 USA (Columbus, OH) foreign scholarship from the Ministry of Science and Art
- 2007 ISCP-Residency, New York City, USA
- 2016 Stipendium Beijing, China

## Intervjuer och Dokumentation
- „East German expressionism"(2006), http://www.csmonitor.com/2006/0929/p11s02-alar.html
- „Gettersby". A Leipzig painter in NYC (2007), https://web.archive.org/web/20071208134131/http://www.hustlerofculture.com/me_we/2007/10/nyc---gettersby.html
- Aris Kalaizis. Skizzen zu einer nachmodernen Ästhetik. Ein Traktat. Marburger Forum, Jg. 8/2007, Heft 2
- „Aris Kalaizis in Leipzig und Berlin" (2009), http://www.welt.de/die-welt/article3831413/Maerzgalerie-zeigt-Aris-Kalaizis-in-Leipzig-und-Berlin.html
- „Der Leipziger Maler Aris Kalaizis" (2005), http://www.philosophia-online.de/mafo/heft2005-2/Aris_Kalaizis.htm
- Müssen Kunst und Kirchen Widerspruch sein. In: Tagesspiegel online, 20. Sep 2011